# ヴィッラノーヴァ・ソラーロ
ヴィッラノーヴァ・ソラーロ（伊: Villanova Solaro）は、イタリア共和国ピエモンテ州クーネオ県にある、人口約700人の基礎自治体（コムーネ）。

## 地理

### 位置・広がり
| 隣接するコムーネは以下の通り。 - モレッタ - ムレッロ - ルッフィーア - スカルナフィージ - トッレ・サン・ジョルジョ |

#### 地震分類
イタリアの地震リスク階級 (it) では、3 に分類される
。